# Капри-Леоне
Ка́при-Лео́не (итал. Capri Leone, сиц. Capri Liuni) — коммуна в Италии, располагается в регионе Сицилия, подчиняется административному центру Мессина.
Население составляет 3945 человек, плотность населения составляет 658 чел./км². Занимает площадь 6 км². Почтовый индекс — 98070. Телефонный код — 0941.
Покровителем населённого пункта считается святой Константин, празднование в последнюю субботу июля.